# Dario Ambrosini
Dario Ambrosini (Cesena, 7 de março de 1918 – 14 de julho de 1951) foi um motociclista italiano. Foi campeão mundial de 250cc em 1950.